# Финчу (Клуж)
Финчу (рум. Finciu) насеље је у Румунији у округу Клуж у општини Калацеле. Oпштина се налази на надморској висини од 812 m.

## Становништво
Према подацима из 2002. године у насељу је живело 198 становника, од којих су сви румунске националности.